# Queer teologie
Queer teologie je teologická metoda, která se vyvinula z filosofického přístupu queer teorie. Stojí na principech filosofů Michela Foucaulta, Gayle Rubina, Eve Kosofsky Sedgwick a Judith Butler. Jedná se o jeden z proudů teologie osvobození. Queer teologie pracuje s předpokladem, že genderová nonkonformita a homosexualita byly přítomny v průběhu celých dějin lidstva včetně biblických dob. Původně se queer teologie dělila na lesbickou teologii a gay teologii. Později byly tyto směry sloučeny pod inkluzivní název queer teologie.

## Terminologie
Queer teologii lze chápat jako:
1. Teologii vytvářenou LGBTQI křesťany a pro LGBTQI křesťany se zaměřením na jejich specifika.
2. Teologii, která cíleně odporuje sociálním a kulturním normám týkajících se genderu a sexuality. Snaží se odhalovat skryté teologické perspektivy.
3. Teologii která ohrožuje a dekonstruuje hranice s ohledem na sexuální a genderovou identitu.

Původ termínu sahá do 90. let, kdy J. Michael Clark navrhl termín profeministická gay teologie a Robert Goss použil název queer teologie.

## Představitelé
- Marcella Althaus-Reid – profesorka kontextuální teologie na edinburské univerzitě.
- John J. McNeil – jezuitský kněz, psychoterapeut a akademický teolog
- Shannon Kearns –  transgender starokatolický teolog

## Queer v jiných náboženstvích
Queer tematika se netýká jen křesťanství. Obvykle bývají LGBT lidem otevřena novopohanská společenství, Náboženský infoservis přinesl roku 2023 informace o integraci ve wiccanském prostředí. LGBT lidé zde podle zjištění nacházejí otevřenější prostor než ve tradičních náboženstvích. V (novo)pohanských legendách a mytologii také nacházejí queer obrazy.